# Geogalinae
Sous-famille
Geogalinae est une sous-famille de petits mammifères insectivores de la famille des Tenrecidae. Elle ne comprend actuellement qu'un seul genre monospécifique :
- Geogale Milne-Edwards et A. Grandidier, 1872 - Le Géogale[1]